# Seznam javnih zavodov in podjetij Mestne občine Ljubljana
Seznam javnih zavodov in podjetij Mestne občine Ljubljane.

## Razvoj, infrastruktura, promet
- Javni holding Ljubljana

- Energetika Ljubljana
- Vodovod – Kanalizacija
- Ljubljanski potniški promet
- Snaga

- Ljubljanska parkirišča in tržnice
- Žale
- Tehnološki park Ljubljana
- Gospodarsko razstavišče Ljubljana
- Gasilska brigada Ljubljane
- Javni stanovanjski sklad Mestne občine Ljubljana
- Regionalna razvojna agencija Ljubljanske urbane regije
- Termoelektrarna Toplarna Ljubljana

## Kultura in turizem
- Turizem Ljubljana
- Ljubljanski grad
- Festival Ljubljana
- Pionirski dom Ljubljana
- Kinodvor
- Center urbane kulture Kino Šiška
- Mestna knjižnica Ljubljana
- Lutkovno gledališče Ljubljana
- Mednarodni grafični likovni center Ljubljana
- Muzej in galerije Ljubljana
- Mestno gledališče ljubljansko
- Slovensko mladinsko gledališče

## Vzgoja in izobraževanje
- vrtci:

- Vrtec Ciciban
- Vrtec Črnuče
- Vrtec dr. France Prešeren
- Vrtec Galjevica
- Vrtec H. C. Andersen
- Vrtec Jarše
- Vrtec Jelka
- Vrtec Kolezija
- Vrtec Ledina
- Vrtec Miškolin
- Vrtec Mladi rod
- Vrtec Mojca
- Vrtec Najdihojca
- Vrtec Oton Župančič
- Vrtec Pedenjped
- Vrtec Pod gradom
- Vrtec Šentvid
- Vrtec Trnovo
- Vrtec Viški gaj
- Vrtec Vodmat
- Vrtec Vrhovci
- Vrtec Zelena jama
- Vrtec Viški vrtci

- osnovne šole:

- Osnovna šola Savsko naselje
- Osnovna šola Bežigrad
- Osnovna šola Danile Kumar Ljubljana
- Osnovna šola dr. Vita Kraigherja Ljubljana
- Osnovna šola Franceta Bevka Ljubljana
- Osnovna šola Mirana Jarca Ljubljana
- Osnovna šola Maksa Pečarja Ljubljana - Črnuče
- Osnovna šola Milana Šuštaršiča Ljubljana
- Osnovna šola Vodmat
- Osnovna šola Ledina
- Osnovna šola Majde Vrhovnik Ljubljana
- Osnovna šola Prežihovega Voranca Ljubljana
- Osnovna šola Poljane Ljubljana
- Osnovna šola Prule
- Osnovna šola Toneta Čufarja Ljubljana
- Osnovna šola Dragomelj
- Osnovna šola Zalog
- Osnovna šola Jožeta Moškriča Ljubljana
- Osnovna šola Nove Jarše
- Osnovna šola Karla Destovnika Kajuha Ljubljana
- Osnovna šola Božidarja Jakca Ljubljana
- Osnovna šola Ketteja in Murna Ljubljana
- Osnovna šola Polje
- Osnovna šola Kolezija
- Osnovna šola Zadobrova
- Osnovna šola Sostro
- Osnovna šola Vide Pregarc Ljubljana
- Osnovna šola Martina Krpana Ljubljana
- Osnovna šola Nove Fužine
- Osnovna šola Šentvid
- Osnovna šola Šmartno pod Šmarno goro
- Osnovna šola Franca Rozmana - Staneta Ljubljana
- Osnovna šola Koseze
- Osnovna šola Hinka Smrekarja Ljubljana
- Osnovna šola Vižmarje - Brod
- Osnovna šola Dravlje
- Osnovna šola Riharda Jakopiča Ljubljana
- Osnovna šola Valentina Vodnika Ljubljana
- Osnovna šola Spodnja Šiška
- Osnovna šola Miška Kranjca Ljubljana
- Osnovna šola Bičevje
- Osnovna šola Vič
- Osnovna šola Oskarja Kovačiča Ljubljana
- Osnovna šola Trnovo
- Osnovna šola Kolezija
- Osnovna šola Vrhovci
- Osnovna šola Livada Ljubljana

- Zavod za usposabljanje Janeza Levca
- Javni zavod Cene Štupar - Center za izobraževanje Ljubljana
- Svetovalni center za otroke, mladostnike in starše Ljubljana
- Glasbena šola Ljubljana Vič-Rudnik
- Glasbena šola Ljubljana Moste-Polje
- Glasbena šola Franca Šturma Ljubljana
- Konservatorij za glasbo in balet Ljubljana
- Mladi zmaji

## Šport
- Šport Ljubljana

## Zdravje in sociala
- Zdravstveni dom Ljubljana
- Lekarna Ljubljana
- Zavod za oskrbo na domu Ljubljana

## Živali
- Živalski vrt Ljubljana
- Veterinarska postaja Ljubljana